# Финал Кубка Стэнли 2024
Финал Кубка Стэнли 2024 — решающая серия розыгрыша плей-офф Кубка Стэнли в сезоне Национальной хоккейной лиги 2023/2024 годов. В финале приняли участие чемпионы Восточной и Западной конференций, «Флорида Пантерз» и «Эдмонтон Ойлерз» соответственно. Серия стартовала 8 июня на домашнем льду «Флориды» и завершилась 24 июня победой «Пантерз» в семи матчах.

## Формат финала
Финальная серия состоит максимум из семи игр и ведётся до четырёх побед, в формате Д-Д-Г-Г-Д-Г-Д. В случае ничейного результата по итогам основного времени матча назначается 20-минутный овертайм в формате «пять на пять» до первой заброшенной шайбы. Количество овертаймов неограниченно.

## Путь к финалу

### «Флорида Пантерз»
В регулярном чемпионате 2023/24 «Флорида» набрала 110 очков и заняла 1-е место в Атлантическом дивизионе и 3-е в Восточной конференции.
В первом раунде «Пантерз» в пяти матчах обыграли «Тампу-Бэй Лайтнинг». Во втором раунде в со счётом 4-2 был обыгран «Бостон Брюинз», а в финале конференции также в шести матчах был обыгран обладатель Президентского кубка «Нью-Йорк Рейнджерс».
Для «Флориды Пантерз» этот финал является третьим в истории клуба и вторым подряд. Свой последний финал «Пантерз» проиграли в 2023 году «Вегасу Голден Найтс» в пяти матчах.

### «Эдмонтон Ойлерз»
По итогам регулярного чемпионата «Эдмонтон» со 104 очками занял 2-е место в Тихоокеанском дивизионе и 5-е в Западной конференции.
В первом раунде «Ойлерз» в пяти матчах обыграли «Лос-Анджелес Кингз». Во втором раунде в семи матчах был обыгран «Ванкувер Кэнакс», а в финале конференции в шести матчах был обыгран победитель конференции регулярного чемпионата «Даллас Старз».
Для «Эдмонтон Ойлерз» этот финал является восьмым в истории клуба. Последний раз «Ойлерз» играли в финале в 2006 году, где уступили «Каролине Харрикейнз» в семи матчах.

### Регулярный чемпионат

#### Результаты очных встреч
| 20 ноября 19:00 | Флорида Пантерз | 5 : 3 (2:2, 2:1, 1:0) | Эдмонтон Ойлерз | Эмерант Банк-арена Зрителей: 19 628 |

| Отчёт | Отчёт                                         | Отчёт | Отчёт         | Отчёт                                                                       |
| --- | --------------------------------------------- | --- | ------------- | --------------------------------------------------------------------------- |
| |                                               | |               |                                                                             |
| | Сергей Бобровский                             | Вратари | Кэлвин Пикард | Судьи: Джейк Бренк Уэс Макколи Линейные судьи: Мэтт Макферсон Тайсон Бейкер |
| | Голы:                                         | |               | Судьи: Джейк Бренк Уэс Макколи Линейные судьи: Мэтт Макферсон Тайсон Бейкер |
| Картер Верхеги (бол.) — 10:36 (С. Райнхарт) Нико Миккола — 15:53 (К. Стенлунд) Нико Миккола — 26:08 (К. Верхеги) Кевин Стенлунд — 33:42 (Э. Луостаринен) Сэм Беннетт (п.в.) — 59:17 (К. Стенлунд, Г. Форслинг) | 0 : 1 0 : 2 1 : 2 2 : 2 2 : 3 : 3 4 : 3 5 : 3 | 05:59 — Коннор Макдэвид (Л. Драйзайтль, Э. Бушар) 09:00 — Эвандер Кейн (Д. Райан, Р. Маклауд) 25:00 — Коннор Макдэвид (бул.) |               | Судьи: Джейк Бренк Уэс Макколи Линейные судьи: Мэтт Макферсон Тайсон Бейкер |
| |                                               | |               | Судьи: Джейк Бренк Уэс Макколи Линейные судьи: Мэтт Макферсон Тайсон Бейкер |
| |                                               | |               | Судьи: Джейк Бренк Уэс Макколи Линейные судьи: Мэтт Макферсон Тайсон Бейкер |
| |                                               | |               | Судьи: Джейк Бренк Уэс Макколи Линейные судьи: Мэтт Макферсон Тайсон Бейкер |
| 17 мин | Штраф                                         | 29 мин |               | Судьи: Джейк Бренк Уэс Макколи Линейные судьи: Мэтт Макферсон Тайсон Бейкер |
| |                                               | |               |                                                                             |
| | 33                                            | Броски | 29            |                                                                             |

| 16 декабря 20:00 | Эдмонтон Ойлерз | 1 : 5 (0:3, 1:1, 0:1) | Флорида Пантерз | Роджерс Плэйс Зрителей: 18 347 |

| Отчёт                                                | Отчёт                               | Отчёт | Отчёт             | Отчёт                                                                |
| ---------------------------------------------------- | ----------------------------------- | --- | ----------------- | -------------------------------------------------------------------- |
|                                                      |                                     | |                   |                                                                      |
|                                                      | Кэлвин Пикард                       | Вратари | Сергей Бобровский | Судьи: Кайл Реман Гарретт Рэнк Линейные судьи: Митч Хант Райан Дейзи |
|                                                      | Голы:                               | |                   | Судьи: Кайл Реман Гарретт Рэнк Линейные судьи: Митч Хант Райан Дейзи |
| Зак Хайман — 28:08 (Р. Нюджент-Хопкинс, К. Макдэвид) | 0 : 1 0 : 2 0 : 3 1 : 3 1 : 4 1 : 5 | 05:33 — Картер Верхеги (С. Беннетт, О. Экман-Ларссон) 18:58 — Брэндон Монтур (К. Верхеги, С. Беннетт) 19:27 — Александр Барков (С. Райнхарт, О. Экман-Ларссон) 36:01 — Сэм Беннетт (бол.) (Б. Монтур, С. Бобровский) 40:21 — Картер Верхеги (М. Ткачук) |                   | Судьи: Кайл Реман Гарретт Рэнк Линейные судьи: Митч Хант Райан Дейзи |
|                                                      |                                     | |                   | Судьи: Кайл Реман Гарретт Рэнк Линейные судьи: Митч Хант Райан Дейзи |
|                                                      |                                     | |                   | Судьи: Кайл Реман Гарретт Рэнк Линейные судьи: Митч Хант Райан Дейзи |
|                                                      |                                     | |                   | Судьи: Кайл Реман Гарретт Рэнк Линейные судьи: Митч Хант Райан Дейзи |
| 8 мин                                                | Штраф                               | 6 мин |                   | Судьи: Кайл Реман Гарретт Рэнк Линейные судьи: Митч Хант Райан Дейзи |
|                                                      |                                     | |                   |                                                                      |
|                                                      | 39                                  | Броски | 39                |                                                                      |

##### Турнирное положение
| М | Команда                | И  | В  | ВО | ВОО | П  | ПО | ШЗ  | ШП  | РШ  | %    | Очки |
| - | ---------------------- | -- | -- | -- | --- | -- | -- | --- | --- | --- | ---- | ---- |
| 1 | p — Нью-Йорк Рейнджерс | 82 | 55 | 43 | 51  | 23 | 4  | 282 | 229 | 53  | .695 | 114  |
| 2 | Каролина Харрикейнз    | 82 | 52 | 44 | 50  | 23 | 7  | 279 | 216 | 63  | .677 | 111  |
| 3 | Нью-Йорк Айлендерс     | 82 | 39 | 29 | 38  | 27 | 16 | 246 | 263 | -17 | .573 | 94   |

| М | Команда             | И  | В  | ВО | ВОО | П  | ПО | ШЗ  | ШП  | РШ | %    | Очки |
| - | ------------------- | -- | -- | -- | --- | -- | -- | --- | --- | -- | ---- | ---- |
| 1 | y — Флорида Пантерз | 82 | 52 | 42 | 49  | 24 | 6  | 268 | 200 | 68 | .671 | 110  |
| 2 | Бостон Брюинз       | 82 | 47 | 36 | 43  | 20 | 15 | 267 | 224 | 43 | .665 | 109  |
| 3 | Торонто Мейпл Лифс  | 82 | 46 | 33 | 41  | 26 | 10 | 303 | 263 | 40 | .622 | 102  |

| М  | Команда              | Див | И  | В  | ВО | ВОО | П  | ПО | ШЗ  | ШП  | РШ  | %    | Очки |
| -- | -------------------- | --- | -- | -- | -- | --- | -- | -- | --- | --- | --- | ---- | ---- |
| 1  | Тампа-Бэй Лайтнинг   | А   | 82 | 45 | 37 | 42  | 29 | 8  | 291 | 268 | 23  | .598 | 98   |
| 2  | Вашингтон Кэпиталз   | С   | 82 | 40 | 32 | 36  | 31 | 11 | 220 | 257 | -37 | .555 | 91   |
|    |                      |     |    |    |    |     |    |    |     |     |     |      |      |
| 3  | Детройт Ред Уингз    | А   | 82 | 41 | 27 | 38  | 32 | 9  | 278 | 274 | 4   | .555 | 91   |
| 4  | Питтсбург Пингвинз   | С   | 82 | 38 | 32 | 36  | 32 | 12 | 255 | 251 | 4   | .537 | 88   |
| 5  | Филадельфия Флайерз  | С   | 82 | 38 | 30 | 34  | 33 | 11 | 235 | 261 | -26 | .530 | 87   |
| 6  | Баффало Сейбрз       | А   | 82 | 39 | 33 | 37  | 37 | 6  | 246 | 244 | 2   | .512 | 84   |
| 7  | Нью-Джерси Девилз    | С   | 82 | 38 | 33 | 38  | 39 | 5  | 264 | 283 | -19 | .494 | 81   |
| 8  | Оттава Сенаторз      | А   | 82 | 37 | 25 | 32  | 41 | 4  | 255 | 281 | -26 | .476 | 78   |
| 9  | Монреаль Канадиенс   | А   | 82 | 30 | 20 | 26  | 36 | 16 | 236 | 289 | -53 | .463 | 76   |
| 10 | Коламбус Блю Джекетс | С   | 82 | 27 | 21 | 24  | 43 | 12 | 237 | 300 | -67 | .402 | 66   |

| М | Команда          | И  | В  | ВО | ВОО | П  | ПО | ШЗ  | ШП  | РШ | %    | Очки |
| - | ---------------- | -- | -- | -- | --- | -- | -- | --- | --- | -- | ---- | ---- |
| 1 | z — Даллас Старз | 82 | 52 | 40 | 48  | 21 | 9  | 298 | 234 | 64 | .689 | 113  |
| 2 | Виннипег Джетс   | 82 | 52 | 46 | 52  | 24 | 6  | 259 | 199 | 60 | .671 | 110  |
| 3 | Колорадо Эвеланш | 82 | 50 | 42 | 48  | 25 | 7  | 304 | 254 | 50 | .652 | 107  |

| М | Команда             | И  | В  | ВО | ВОО | П  | ПО | ШЗ  | ШП  | РШ | %    | Очки |
| - | ------------------- | -- | -- | -- | --- | -- | -- | --- | --- | -- | ---- | ---- |
| 1 | y — Ванкувер Кэнакс | 82 | 50 | 44 | 50  | 23 | 9  | 279 | 223 | 56 | .665 | 109  |
| 2 | Эдмонтон Ойлерз     | 82 | 49 | 39 | 47  | 27 | 6  | 294 | 237 | 57 | .634 | 104  |
| 3 | Лос-Анджелес Кингз  | 82 | 44 | 37 | 42  | 27 | 11 | 256 | 215 | 41 | .604 | 99   |

| М  | Команда            | Див | И  | В  | ВО | ВОО | П  | ПО | ШЗ  | ШП  | РШ   | %    | Очки |
| -- | ------------------ | --- | -- | -- | -- | --- | -- | -- | --- | --- | ---- | ---- | ---- |
| 1  | Нэшвилл Предаторз  | Ц   | 82 | 47 | 38 | 44  | 30 | 5  | 269 | 248 | 21   | .604 | 99   |
| 2  | Вегас Голден Найтс | Т   | 82 | 45 | 34 | 41  | 29 | 8  | 267 | 245 | 22   | .598 | 98   |
|    |                    |     |    |    |    |     |    |    |     |     |      |      |      |
| 3  | Сент-Луис Блюз     | Ц   | 82 | 43 | 31 | 38  | 33 | 6  | 239 | 250 | -11  | .561 | 92   |
| 4  | Миннесота Уайлд    | Ц   | 82 | 39 | 32 | 36  | 34 | 9  | 251 | 263 | -12  | .530 | 87   |
| 5  | Калгари Флэймз     | Т   | 82 | 38 | 32 | 38  | 39 | 5  | 253 | 271 | -18  | .494 | 81   |
| 6  | Сиэтл Кракен       | Т   | 82 | 34 | 28 | 31  | 35 | 13 | 217 | 236 | -19  | .494 | 81   |
| 7  | Аризона Койотис    | Ц   | 82 | 36 | 28 | 34  | 41 | 5  | 256 | 274 | -18  | .470 | 77   |
| 8  | Анахайм Дакс       | Т   | 82 | 27 | 21 | 26  | 50 | 5  | 204 | 295 | -91  | .360 | 59   |
| 9  | Чикаго Блэкхокс    | Ц   | 82 | 23 | 17 | 22  | 53 | 6  | 179 | 290 | -111 | .317 | 52   |
| 10 | Сан-Хосе Шаркс     | Т   | 82 | 19 | 14 | 18  | 54 | 9  | 181 | 331 | -150 | .287 | 47   |

### Плей-офф
| Стадия            | Соперник | Соперник             | Общий счёт | Результаты игр                              |
| ----------------- | -------- | -------------------- | ---------- | ------------------------------------------- |
| 1-й раунд         | УК1      | «Тампа-Бэй Лайтнинг» | 4 − 1      | 3:2, 3:2 (ОТ), 5:3, 3:6, 6:1                |
| 2-й раунд         | А2       | «Бостон Брюинз»      | 4 − 2      | 1:5, 6:1, 6:2, 3:2, 1:2, 2:1                |
| финал конференции | С1       | «Нью-Йорк Рейнджерс» | 4 − 2      | 3:0, 1:2 (ОТ), 4:5 (ОТ), 3:2 (ОТ), 3:2, 2:1 |

| Стадия            | Соперник | Соперник             | Общий счёт | Результаты игр                         |
| ----------------- | -------- | -------------------- | ---------- | -------------------------------------- |
| 1-й раунд         | Т3       | «Лос-Анджелес Кингз» | 4 − 1      | 7:4, 4:5 (ОТ), 6:1, 1:0, 4:3           |
| 2-й раунд         | Т1       | «Ванкувер Кэнакс»    | 4 − 3      | 4:5, 4:3 (ОТ), 3:4, 3:2, 2:3, 5:1, 3:2 |
| финал конференции | Ц1       | «Даллас Старз»       | 4 − 2      | 3:2 (2ОТ), 1:3, 3:5, 5:2, 3:1, 2:1     |

## Арены
| Санрайз             | Эмерант Банк-арена Роджерс ПлэйсАрены финала Кубка Стэнли 2024 | Эдмонтон            |
| Эмерант Банк-арена  | Эмерант Банк-арена Роджерс ПлэйсАрены финала Кубка Стэнли 2024 | Роджерс Плэйс       |
| Вместимость: 19 250 | Эмерант Банк-арена Роджерс ПлэйсАрены финала Кубка Стэнли 2024 | Вместимость: 18 347 |
|                     | Эмерант Банк-арена Роджерс ПлэйсАрены финала Кубка Стэнли 2024 |                     |

Домашняя площадка «Флориды» «Эмерант Банк-арена» принимала матчи прошлогоднего финала Кубка Стэнли 2023. Официальная вместимость арены на хоккейных матчах составляет 19 250 зрителей.
«Роджерс Плэйс» является домашней площадкой «Эдмонтона» и никогда ранее не принимала матчи финальной серии. В своём последнем финале в 2006 году «Эдмонтон Ойлерз» выступал на арене «Рексал Плэйс». На хоккейных матчах «Роджерс Плэйс» может вмещать 18 347 зрителей.
Финал между «Флоридой» и «Эдмонтоном» побил рекорд по расстоянию между городами (4089 км), предыдущий рекорд (4023 км) принадлежал финалу Кубка Стэнли 2011 года, в котором играли «Ванкувер Кэнакс» и «Бостон Брюинз».

## Ход серии
Североамериканское восточное время (UTC-4).

### Матч № 1
| 8 июня 20:00 | Флорида Пантерз | 3 : 0 (1:0, 1:0, 1:0) | Эдмонтон Ойлерз | Эмерант Банк-арена Зрителей: 19 543 |

| Отчёт | Отчёт             | Отчёт   | Отчёт          | Отчёт                                                                      |
| --- | ----------------- | ------- | -------------- | -------------------------------------------------------------------------- |
| |                   |         |                |                                                                            |
| | Сергей Бобровский | Вратари | Стюарт Скиннер | Судьи: Дэн О’Рурк Стив Козари Линейные судьи: Мэтт Макферсон Джонни Мюррей |
| | Голы:             |         |                | Судьи: Дэн О’Рурк Стив Козари Линейные судьи: Мэтт Макферсон Джонни Мюррей |
| Картер Верхеги — 03:59 (А. Барков, С. Райнхарт) Эван Родригес — 22:16 (С. Беннетт, Б. Монтур) Ээту Луостаринен (п.в.) — 59:55 (А. Барков) | 1 : 0 2 : 0 3 : 0 |         |                | Судьи: Дэн О’Рурк Стив Козари Линейные судьи: Мэтт Макферсон Джонни Мюррей |
| |                   |         |                | Судьи: Дэн О’Рурк Стив Козари Линейные судьи: Мэтт Макферсон Джонни Мюррей |
| |                   |         |                | Судьи: Дэн О’Рурк Стив Козари Линейные судьи: Мэтт Макферсон Джонни Мюррей |
| |                   |         |                | Судьи: Дэн О’Рурк Стив Козари Линейные судьи: Мэтт Макферсон Джонни Мюррей |
| 10 мин | Штраф             | 8 мин   |                | Судьи: Дэн О’Рурк Стив Козари Линейные судьи: Мэтт Макферсон Джонни Мюррей |
| |                   |         |                |                                                                            |
| | 18                | Броски  | 32             |                                                                            |

Счёт в матче был открыт в начале первого периода нападающим «Пантерз» Картером Верхеги. Во втором периоде «Флорида» укрепила свой успех, также забросив шайбу в начале периода, отличился нападающий Эван Родригес. В концовке встречи Ээту Луостаринен поразил пустые ворота, установив окончательный счёт 3:0 и принёс победу «Флориде» в первом матче финальной серии. Голкипер «пантер» Сергей Бобровский сделал «шат-аут», отразив все 32 броска по своим воротам. Таким образом Бобровский стал самым возрастным вратарём в истории НХЛ, сделавшим «шат-аут» в финальном матче Кубка Стэнли, побив рекорд Патрика Руа.

### Матч № 2
| 10 июня 20:00 | Флорида Пантерз | 4 : 1 (0:1, 1:0, 3:0) | Эдмонтон Ойлерз | Эмерант Банк-арена Зрителей: 19 673 |

| Отчёт | Отчёт                       | Отчёт                                           | Отчёт          | Отчёт                                                            |
| --- | --------------------------- | ----------------------------------------------- | -------------- | ---------------------------------------------------------------- |
| |                             |                                                 |                |                                                                  |
| | Сергей Бобровский           | Вратари                                         | Стюарт Скиннер | Судьи: Жан Эбер Крис Руни Линейные судьи: Девин Берг Райан Дейзи |
| | Голы:                       |                                                 |                | Судьи: Жан Эбер Крис Руни Линейные судьи: Девин Берг Райан Дейзи |
| Нико Миккола — 29:34 (А. Лунделль, В. Тарасенко) Эван Родригес — 43:11 Эван Родригес (бол.) — 52:26 (А. Лунделль, О. Экман-Ларссон) Аарон Экблад (п.в.) — 57:32 (С. Беннетт) | 0 : 1 : 1 2 : 1 3 : 1 4 : 1 | 11:17 — Маттиас Экхольм (К. Макдэвид, Э. Бушар) |                | Судьи: Жан Эбер Крис Руни Линейные судьи: Девин Берг Райан Дейзи |
| |                             |                                                 |                | Судьи: Жан Эбер Крис Руни Линейные судьи: Девин Берг Райан Дейзи |
| |                             |                                                 |                | Судьи: Жан Эбер Крис Руни Линейные судьи: Девин Берг Райан Дейзи |
| |                             |                                                 |                | Судьи: Жан Эбер Крис Руни Линейные судьи: Девин Берг Райан Дейзи |
| 12 мин | Штраф                       | 45 мин                                          |                | Судьи: Жан Эбер Крис Руни Линейные судьи: Девин Берг Райан Дейзи |
| |                             |                                                 |                |                                                                  |
| | 29                          | Броски                                          | 19             |                                                                  |

В первом периоде игры нападающий «Ойлерз» Уоррен Фогеле ударил в колено нападающего «Пантерз» Ээту Луостаринена, что привело к пятиминутному удалению. Однако во время пятиминутного большинства защитник «пантер» Оливер Экман-Ларссон получил удаление за подножку и был отправлен на скамью штрафников. Во время игры 4 на 4 «Эдмонтон» открыл в счёт в матче благодаря голу защитника Маттиаса Экхольма. Во втором периоде «Флориде» удалось сравнять счёт, сделал это защитник Нико Миккола. В третьем периоде «пантерам» удалось выйти вперед, а затем удвоить преимущество, благодаря дублю нападающего Эвана Родригеса. Окончательный счёт в матче установил защитник «Пантерз» Аарон Экблад, забив гол в пустые ворота, 4:1.

### Матч № 3
| 13 июня 20:00 | Эдмонтон Ойлерз | 3 : 4 (0:1, 1:3, 2:0) | Флорида Пантерз | Роджерс Плэйс Зрителей: 18 347 |

| Отчёт | Отчёт                                   | Отчёт | Отчёт             | Отчёт                                                                      |
| --- | --------------------------------------- | --- | ----------------- | -------------------------------------------------------------------------- |
| |                                         | |                   |                                                                            |
| | Стюарт Скиннер                          | Вратари | Сергей Бобровский | Судьи: Стив Козари Дэн О’Рурк Линейные судьи: Джонни Мюррей Мэтт Макферсон |
| | Голы:                                   | |                   | Судьи: Стив Козари Дэн О’Рурк Линейные судьи: Джонни Мюррей Мэтт Макферсон |
| Уоррен Фогеле — 21:49 (А. Хенрик) Филип Броберг — 46:02 (К. Макдэвид, Д. Нерс) Райан Маклауд — 54:43 (Б. Кулак, К. Макдэвид) | 0 : 1 : 1 1 : 2 1 : 3 1 : 4 2 : 4 3 : 4 | 18:58 — Сэм Райнхарт (Г. Форслинг, А. Барков) 29:12 — Владимир Тарасенко (Э. Луостаринен, А. Лунделль) 33:57 — Сэм Беннетт (М. Ткачук) 35:31 — Александр Барков (Э. Родригес, С. Райнхарт) |                   | Судьи: Стив Козари Дэн О’Рурк Линейные судьи: Джонни Мюррей Мэтт Макферсон |
| |                                         | |                   | Судьи: Стив Козари Дэн О’Рурк Линейные судьи: Джонни Мюррей Мэтт Макферсон |
| |                                         | |                   | Судьи: Стив Козари Дэн О’Рурк Линейные судьи: Джонни Мюррей Мэтт Макферсон |
| |                                         | |                   | Судьи: Стив Козари Дэн О’Рурк Линейные судьи: Джонни Мюррей Мэтт Макферсон |
| 6 мин | Штраф                                   | 10 мин |                   | Судьи: Стив Козари Дэн О’Рурк Линейные судьи: Джонни Мюррей Мэтт Макферсон |
| |                                         | |                   |                                                                            |
| | 35                                      | Броски | 23                |                                                                            |

В третьей игре серии счёт был открыт в конце первого периода, при игре в формате 4 на 4, капитан «пантер» Александр Барков обокрал на своей синей линии защитника «нефтяников» Эвана Бушара и организовал результативную контратаку, которую завершил Сэм Райнхарт. Во втором периоде «Ойлерз» удалось сравнять счёт в матче благодаря голу нападающего Уоррена Фогеле при выходе 1 на 1. «Пантеры» вернули лидерство в счёте в середине второго периода, отличился нападающий Владимир Тарасенко. Затем Флорида сделала счёт 3:1, а следом, через полторы минуты, счёт стал 4:1, отличились Сэм Беннетт и Александр Барков соответственно. В третьем периоде «Эдмонтону» удалось сократить отставание в счёте до двух голов, гол забил защитник Филип Броберг. Следом удалось сократить своё отставание до одной шайбы, благодаря усилиям Райана Маклауда. Развить свой успех «нефтяникам» не удалось, «пантеры» сохранили своё преимущество в 1 шайбу при счёте 4:3 и счёт в серии стал 3:0.

### Матч № 4
| 15 июня 20:00 | Эдмонтон Ойлерз | 8 : 1 (3:1, 3:0, 2:0) | Флорида Пантерз | Роджерс Плэйс Зрителей: 18 347 |

| Отчёт | Отчёт                                                 | Отчёт                                                 | Отчёт                                                        | Отчёт                                                            |
| --- | ----------------------------------------------------- | ----------------------------------------------------- | ------------------------------------------------------------ | ---------------------------------------------------------------- |
| |                                                       |                                                       |                                                              |                                                                  |
| | Стюарт Скиннер                                        | Вратари                                               | 00:00-24:59 — Сергей Бобровский 24:59-60:00 — Энтони Столарц | Судьи: Жан Эбер Крис Руни Линейные судьи: Девин Берг Райан Дейзи |
| | Голы:                                                 |                                                       |                                                              | Судьи: Жан Эбер Крис Руни Линейные судьи: Девин Берг Райан Дейзи |
| Маттиас Янмарк (мен.) — 03:11 (К. Браун) Адам Хенрик — 07:48 (М. Янмарк, М. Экхольм) Дилан Холлоуэй — 14:48 (Л. Драйзайтль, Б. Кулак) Коннор Макдэвид — 21:13 (З. Хайман, Э. Бушар) Дарнелл Нерс — 24:59 (К. Макдэвид, З. Хайман) Райан Нюджент-Хопкинс (бол.) — 33:03 (Л. Драйзайтль, К. Макдэвид) Дилан Холлоуэй — 54:11 (К. Макдэвид, К. Перри) Райан Маклауд — 56:41 (Д. Холлоуэй, У. Фогеле) | 1 : 0 2 : 0 2 : 1 3 : 1 4 : 1 5 : 1 6 : 1 7 : 1 8 : 1 | 11:26 — Владимир Тарасенко (Г. Форслинг, А. Лунделль) |                                                              | Судьи: Жан Эбер Крис Руни Линейные судьи: Девин Берг Райан Дейзи |
| |                                                       |                                                       |                                                              | Судьи: Жан Эбер Крис Руни Линейные судьи: Девин Берг Райан Дейзи |
| |                                                       |                                                       |                                                              | Судьи: Жан Эбер Крис Руни Линейные судьи: Девин Берг Райан Дейзи |
| |                                                       |                                                       |                                                              | Судьи: Жан Эбер Крис Руни Линейные судьи: Девин Берг Райан Дейзи |
| 8 мин | Штраф                                                 | 12 мин                                                |                                                              | Судьи: Жан Эбер Крис Руни Линейные судьи: Девин Берг Райан Дейзи |
| |                                                       |                                                       |                                                              |                                                                  |
| | 35                                                    | Броски                                                | 33                                                           |                                                                  |

«Ойлерз» открыли счёт в матче в первом периоде благодарю голу в меньшинстве, отличился нападающий Маттиас Янмарк. Затем «Эдмонтон» удвоил своё преимущество благодаря подправлению шайбы от Адама Хенрика. «Пантерам» удалось сократить отставание в счёте, шайбу забросил Владимир Тарасенко. «Эдмонтон» вернул преимущество в две шайбы в конце первого периода благодаря усилиям нападающего Дилана Холлоуэя. Во втором периоде «нефтяники» продолжили наращивать своё преимущество, забросив ещё две шайбы подряд в течение трёх минут, отличились капитан команды Коннор Макдэвид и защитник Дарнелл Нерс. После пятой заброшенной шайбы тренерский штаб «Флориды» принял решение поменять голкипера Сергея Бобровского на Энтони Столарца. Во второй половине второго периода «Ойлерз» забросили шестую шайбу, при игре в большинстве в формате 5 на 3 отличился нападающий Райан Нюджент-Хопкинс. В третьем периоде «нефтяники» продолжили громить соперника, забросив ещё две шайбы, дубль сделал Дилан Холлоуэй, а окончательный счёт 8:1 установил Райан Маклауд.

Голевая передача Коннора Макдэвида на Дилана Холлоуэя стала 32-й для капитана «Ойлерз» в этом плей-офф, благодаря ней он побил рекорд 36-летней давности Уэйна Гретцки по этому показателю за один розыгрыш в истории плей-офф НХЛ.

### Матч № 5
| 18 июня 20:00 | Флорида Пантерз | 3 : 5 (0:1, 2:3, 1:1) | Эдмонтон Ойлерз | Эмерант Банк-арена Зрителей: 19 956 |

| Отчёт | Отчёт                                           | Отчёт | Отчёт          | Отчёт                                                                      |
| --- | ----------------------------------------------- | --- | -------------- | -------------------------------------------------------------------------- |
| |                                                 | |                |                                                                            |
| | Сергей Бобровский                               | Вратари | Стюарт Скиннер | Судьи: Стив Козари Дэн О’Рурк Линейные судьи: Джонни Мюррей Мэтт Макферсон |
| | Голы:                                           | |                | Судьи: Стив Козари Дэн О’Рурк Линейные судьи: Джонни Мюррей Мэтт Макферсон |
| Мэттью Ткачук — 26:53 (Э. Родригес) Эван Родригес — 32:08 (Б. Монтур, С. Беннетт) Оливер Экман-Ларссон — 44:04 (М. Ткачук) | 0 : 1 0 : 2 0 : 3 1 : 3 1 : 4 2 : 4 3 : 4 3 : 5 | 05:30 — Коннор Браун (мен.) 21:58 — Зак Хайман (бол.) (Э. Бушар, К. Макдэвид) 25:00 — Коннор Макдэвид (У. Фогеле, Э. Бушар) 31:54 — Кори Перри (бол.) (К. Макдэвид, Э. Бушар) 59:41 — Коннор Макдэвид (п.в.) |                | Судьи: Стив Козари Дэн О’Рурк Линейные судьи: Джонни Мюррей Мэтт Макферсон |
| |                                                 | |                | Судьи: Стив Козари Дэн О’Рурк Линейные судьи: Джонни Мюррей Мэтт Макферсон |
| |                                                 | |                | Судьи: Стив Козари Дэн О’Рурк Линейные судьи: Джонни Мюррей Мэтт Макферсон |
| |                                                 | |                | Судьи: Стив Козари Дэн О’Рурк Линейные судьи: Джонни Мюррей Мэтт Макферсон |
| 12 мин | Штраф                                           | 8 мин |                | Судьи: Стив Козари Дэн О’Рурк Линейные судьи: Джонни Мюррей Мэтт Макферсон |
| |                                                 | |                |                                                                            |
| | 32                                              | Броски | 24             |                                                                            |

Счёт в пятом матче серии, как и в прошлой игре, открыли хоккеисты «Ойлерз» голом в меньшинстве, отличился нападающий Коннор Браун. Во втором периоде «нефтяники» вышли вперёд на 3 шайбы, сначала гол в большинстве забил Зак Хайман, а через три минуты счёт 3:0 сделал капитан «Эдмонтона» Коннор Макдэвид. Менее чем через две минуты пантерам удалось отыграть одну шайбу, благодаря усилиям Мэттью Ткачука. В середине второго периода «Флорида» вновь осталась в меньшинстве, благодаря которому «Ойлерз» вновь восстановили разрыв в три шайбы, первую шайбу в нынешнем плей-офф забросил ветеран команды Кори Перри. Четырнадцать секунд спустя «пантерам» опять удалось сократить отставание до двух шайб, отличился Эван Родригес. В третьем периоде «Пантерз» сократили разрыв в счёте до одной шайбы, благодаря результативному броску от защитника Оливера Экмана-Ларссона. В последние 30 секунд «пантеры» попытались сделать счёт равным и перевести матч в овертайм, заменив вратаря на шестого полевого игрока, но сделать им этого не удалось, они пропустили пятую шайбу в пустые ворота, дубль сделал капитан «нефтяников» Коннор Макдэвид.

По итогам матча защитник «Эдмонтона» Эван Бушар сделал свою 26-ю голевую передачу в нынешнем розыгрыше плей-офф. Тем самым, он побил рекорд 39-летней давности по этому показателю среди защитников, который до этого принадлежал Полу Коффи (25 ассистов за плей-офф).

### Матч № 6
| 21 июня 20:00 | Эдмонтон Ойлерз | 5 : 1 (1:0, 2:0, 3:1) | Флорида Пантерз | Роджерс Плэйс Зрителей: 18 347 |

| Отчёт | Отчёт                               | Отчёт                                             | Отчёт             | Отчёт                                                            |
| --- | ----------------------------------- | ------------------------------------------------- | ----------------- | ---------------------------------------------------------------- |
| |                                     |                                                   |                   |                                                                  |
| | Стюарт Скиннер                      | Вратари                                           | Сергей Бобровский | Судьи: Жан Эбер Крис Руни Линейные судьи: Девин Берг Райан Дейзи |
| | Голы:                               |                                                   |                   | Судьи: Жан Эбер Крис Руни Линейные судьи: Девин Берг Райан Дейзи |
| Уоррен Фогеле — 07:27 (Л. Драйзайтль, Б. Кулак) Адам Хенрик — 20:46 (М. Янмарк, М. Экхольм) Зак Хайман — 38:20 (Р. Нюджент-Хопкинс) Райан Маклауд (п.в.) — 56:45 (У. Фогеле) Дарнелл Нерс (п.в.) — 56:57 (С. Скиннер) | 1 : 0 2 : 0 3 : 0 3 : 1 4 : 1 5 : 1 | 41:28 — Александр Барков (К. Верхеги, Д. Куликов) |                   | Судьи: Жан Эбер Крис Руни Линейные судьи: Девин Берг Райан Дейзи |
| |                                     |                                                   |                   | Судьи: Жан Эбер Крис Руни Линейные судьи: Девин Берг Райан Дейзи |
| |                                     |                                                   |                   | Судьи: Жан Эбер Крис Руни Линейные судьи: Девин Берг Райан Дейзи |
| |                                     |                                                   |                   | Судьи: Жан Эбер Крис Руни Линейные судьи: Девин Берг Райан Дейзи |
| 18 мин | Штраф                               | 16 мин                                            |                   | Судьи: Жан Эбер Крис Руни Линейные судьи: Девин Берг Райан Дейзи |
| |                                     |                                                   |                   |                                                                  |
| | 21                                  | Броски                                            | 21                |                                                                  |

«Ойлерз» открыли счёт в первом периоде, с передачи Леона Драйзайтля шайбу забросил Уоррен Фогеле. В первом периоде «Пантерз» нанесли всего 2 броска в створ ворот. Во втором периоде нефтяникам удалось удвоить своё преимущество, гол забил нападающий Адам Хенрик. «Пантерам» удалось забить гол при счёте 0:2, но арбитры матча отменили его после видеопросмотра, так как нападающий Райнхарт, Сэм попал в положение вне игры. После этого Эдмонтон забросил свою третью шайбу и счёт стал 3:0, отличился нападающий Зак Хайман. В начале третьего периода Флориде удалось отыграть одну шайбу, счёт 3:1 сделал капитан команды Александр Барков. Развить свой успех «пантерам» не удалось, при счёте 1:3 они сняли вратаря и выпустили шестого полевого игрока, но пропустили два гола подряд в пустые ворота, отличились Райан Маклауд и Дарнелл Нерс соответственно. Итоговый счёт матча 5:1 в пользу «Эдмонтона» и 3:3 в серии.

«Эдмонтон Ойлерз» стали третьей в истории НХЛ командой, которые отыгрались при счёте 0:3 в серии в финале Кубка Стэнли. Последний раз это произошло в 1945 году, когда «Детройт Ред Уингз» отыгрались со счёта 0:3 в финальной серии против «Торонто Мейпл Лифс», но в итоге уступили в седьмом матче.

### Матч № 7
| 24 июня 20:00 | Флорида Пантерз | 2 : 1 (1:1, 1:0, 0:0) | Эдмонтон Ойлерз | Эмерант Банк-арена Зрителей: 19 939 |

| Отчёт                                                                                           | Отчёт             | Отчёт                            | Отчёт          | Отчёт                                                                      |
| ----------------------------------------------------------------------------------------------- | ----------------- | -------------------------------- | -------------- | -------------------------------------------------------------------------- |
|                                                                                                 |                   |                                  |                |                                                                            |
|                                                                                                 | Сергей Бобровский | Вратари                          | Стюарт Скиннер | Судьи: Стив Козари Дэн О’Рурк Линейные судьи: Джонни Мюррей Мэтт Макферсон |
|                                                                                                 | Голы:             |                                  |                | Судьи: Стив Козари Дэн О’Рурк Линейные судьи: Джонни Мюррей Мэтт Макферсон |
| Картер Верхеги — 04:27 (Э. Родригес, А. Лунделль) Сэм Райнхарт — 35:11 (К. Верхеги, Д. Куликов) | 1 : 0 1 : 1 2 : 1 | 06:44 — Маттиас Янмарк (К. Сиси) |                | Судьи: Стив Козари Дэн О’Рурк Линейные судьи: Джонни Мюррей Мэтт Макферсон |
|                                                                                                 |                   |                                  |                | Судьи: Стив Козари Дэн О’Рурк Линейные судьи: Джонни Мюррей Мэтт Макферсон |
|                                                                                                 |                   |                                  |                | Судьи: Стив Козари Дэн О’Рурк Линейные судьи: Джонни Мюррей Мэтт Макферсон |
|                                                                                                 |                   |                                  |                | Судьи: Стив Козари Дэн О’Рурк Линейные судьи: Джонни Мюррей Мэтт Макферсон |
| 2 мин                                                                                           | Штраф             | 4 мин                            |                | Судьи: Стив Козари Дэн О’Рурк Линейные судьи: Джонни Мюррей Мэтт Макферсон |
|                                                                                                 |                   |                                  |                |                                                                            |
|                                                                                                 | 21                | Броски                           | 24             |                                                                            |

В седьмом матче счёт в первом периоде открыли хоккеисты «Пантерз», после того, как бросок Эвана Родригеса отбил голкипер «нефтяников» Стюарт Скиннер, на добивании первым оказался Картер Верхеги. Примерно через минуту «Ойлерз» удалось сравнять счёт в матче, выход 1 на 1 реализовал Маттиас Янмарк. Во втором периоде «пантеры» вновь вышли вперёд, счёт 2:1 сделал нападающий Сэм Райнхарт. В третьем периоде «Флориде» удалось отстоять своё преимущество благодаря хорошей игре в обороне и усилиям голкипера Сергея Бобровского, который выиграл свой первый Кубок Стэнли.

Обладателем «Конн Смайт Трофи» стал капитан «Эдмонтон Ойлерз» Коннор Макдэвид. Он стал вторым в истории полевым игроком (и шестым всего) обладателем трофея в составе проигравшей в финале команды.

## Чемпион
| Обладатель Кубка Стэнли 2024 |
| ---------------------------- |
| Флорида Пантерз Первый титул |

## Составы команд
- Жирным цветом выделены года, в которые игроки становились обладателями Кубка Стэнли.

### «Флорида Пантерз»
| №          | Игрок                | Страна                    | Хват    | Дата рождения    | Рост (см) | Вес (кг) | Участие в финале    |
| Вратари    | Вратари              | Вратари                   | Вратари | Вратари          | Вратари   | Вратари  | Вратари             |
| ---------- | -------------------- | ------------------------- | ------- | ---------------- | --------- | -------- | ------------------- |
| 41         | Энтони Столарц       | Соединённые Штаты Америки | Левый   | 20 января 1994   | 198       | 110      | первое              |
| 72         | Сергей Бобровский    | Россия                    | Левый   | 20 сентября 1988 | 188       | 83       | второе (2023)       |
| Защитники  |                      |                           |         |                  |           |          |                     |
| 5          | Аарон Экблад — А     | Канада                    | Правый  | 7 февраля 1996   | 193       | 98       | второе (2023)       |
| 7          | Дмитрий Куликов      | Россия                    | Правый  | 29 октября 1990  | 185       | 90       | первое              |
| 28         | Джош Махура          | Канада                    | Левый   | 5 мая 1998       | 183       | 87       | первое              |
| 42         | Густав Форслинг      | Швеция                    | Левый   | 12 июня 1996     | 182       | 84       | второе (2023)       |
| 62         | Брэндон Монтур       | Канада                    | Правый  | 11 апреля 1994   | 183       | 87       | второе (2023)       |
| 77         | Нико Миккола         | Финляндия                 | Левый   | 27 апреля 1996   | 193       | 94       | первое              |
| 91         | Оливер Экман-Ларссон | Швеция                    | Левый   | 17 июля 1991     | 187       | 91       | первое              |
| Нападающие |                      |                           |         |                  |           |          |                     |
| 8          | Кайл Окпосо          | Соединённые Штаты Америки | Правый  | 16 апреля 1988   | 184       | 100      | первое              |
| 9          | Сэм Беннетт          | Канада                    | Левый   | 20 июня 1996     | 185       | 91       | второе (2023)       |
| 10         | Владимир Тарасенко   | Россия                    | Левый   | 13 декабря 1991  | 184       | 95       | второе (2019)       |
| 12         | Джона Гаджович       | Канада                    | Левый   | 12 октября 1998  | 188       | 91       | первое              |
| 13         | Сэм Райнхарт         | Канада                    | Правый  | 6 ноября 1995    | 185       | 87       | второе (2023)       |
| 15         | Антон Лунделль       | Финляндия                 | Левый   | 3 октября 2001   | 185       | 84       | второе (2023)       |
| 16         | Александр Барков — К | Финляндия                 | Левый   | 2 сентября 1995  | 191       | 97       | второе (2023)       |
| 17         | Эван Родригес        | Канада                    | Правый  | 28 июля 1993     | 180       | 83       | первое              |
| 18         | Стивен Лоренц        | Канада                    | Левый   | 13 апреля 1996   | 193       | 93       | первое              |
| 19         | Мэттью Ткачук — А    | Соединённые Штаты Америки | Левый   | 11 декабря 1997  | 188       | 92       | второе (2023)       |
| 21         | Ник Казинс           | Канада                    | Левый   | 20 июля 1993     | 180       | 84       | второе (2023)       |
| 23         | Картер Верхеги       | Канада                    | Правый  | 14 августа 1995  | 188       | 85       | третье (2020, 2023) |
| 27         | Ээту Луостаринен     | Финляндия                 | Левый   | 2 сентября 1998  | 190       | 83       | первое              |
| 82         | Кевин Стенлунд       | Швеция                    | Правый  | 20 сентября 1996 | 193       | 95       | первое              |
| 94         | Райан Ломберг        | Канада                    | Левый   | 9 декабря 1994   | 175       | 89       | второе (2023)       |

### «Эдмонтон Ойлерз»
| №          | Игрок                     | Страна                    | Хват    | Дата рождения    | Рост (см) | Вес (кг) | Участие в финале               |
| Вратари    | Вратари                   | Вратари                   | Вратари | Вратари          | Вратари   | Вратари  | Вратари                        |
| ---------- | ------------------------- | ------------------------- | ------- | ---------------- | --------- | -------- | ------------------------------ |
| 30         | Кэлвин Пикард             | Канада                    | Левый   | 15 апреля 1992   | 185       | 95       | первое                         |
| 74         | Стюарт Скиннер            | Канада                    | Левый   | 1 ноября 1998    | 193       | 94       | первое                         |
| Защитники  |                           |                           |         |                  |           |          |                                |
| 2          | Эван Бушар                | Канада                    | Правый  | 20 октября 1999  | 191       | 88       | первое                         |
| 5          | Коди Сиси                 | Канада                    | Правый  | 21 декабря 1993  | 188       | 94       | первое                         |
| 14         | Маттиас Экхольм           | Швеция                    | Левый   | 24 мая 1990      | 192       | 98       | второе (2017)                  |
| 25         | Дарнелл Нерс — А          | Канада                    | Левый   | 4 февраля 1995   | 193       | 93       | первое                         |
| 27         | Бретт Кулак               | Канада                    | Левый   | 6 января 1994    | 188       | 86       | второе (2021)                  |
| 73         | Винсент Деарне            | Канада                    | Правый  | 29 мая 1996      | 198       | 85       | первое                         |
| 86         | Филип Броберг             | Швеция                    | Левый   | 25 июня 2001     | 191       | 91       | первое                         |
| Нападающие |                           |                           |         |                  |           |          |                                |
| 10         | Дерек Райан               | Соединённые Штаты Америки | Правый  | 29 декабря 1986  | 180       | 77       | первое                         |
| 13         | Маттиас Янмарк            | Швеция                    | Левый   | 8 декабря 1992   | 185       | 88       | второе (2020)                  |
| 18         | Зак Хайман                | Канада                    | Правый  | 9 июня 1992      | 185       | 97       | первое                         |
| 19         | Адам Хенрик               | Канада                    | Левый   | 6 февраля 1990   | 183       | 88       | второе (2012)                  |
| 28         | Коннор Браун              | Канада                    | Правый  | 14 января 1994   | 183       | 84       | первое                         |
| 29         | Леон Драйзайтль — А       | Германия                  | Левый   | 27 декабря 1995  | 189       | 98       | первое                         |
| 37         | Уоррен Фогеле             | Канада                    | Левый   | 1 апреля 1996    | 188       | 86       | первое                         |
| 39         | Сэм Кэррик                | Канада                    | Правый  | 4 февраля 1992   | 183       | 91       | первое                         |
| 55         | Дилан Холлоуэй            | Канада                    | Левый   | 23 сентября 2001 | 185       | 92       | первое                         |
| 71         | Райан Маклауд             | Канада                    | Левый   | 21 сентября 1999 | 191       | 91       | первое                         |
| 90         | Кори Перри                | Канада                    | Правый  | 16 мая 1985      | 191       | 95       | пятое (2007, 2020, 2021, 2022) |
| 91         | Эвандер Кейн              | Канада                    | Левый   | 2 августа 1991   | 188       | 96       | первое                         |
| 93         | Райан Нюджент-Хопкинс — А | Канада                    | Левый   | 12 апреля 1993   | 184       | 86       | первое                         |
| 97         | Коннор Макдэвид — К       | Канада                    | Левый   | 13 января 1997   | 185       | 89       | первое                         |

## Обладатели Кубка Стэнли 2024
| Вратари: - 41 Энтони Столарц - 72 Сергей Бобровский | Защитники: - 5 Аарон Экблад — А - 7 Дмитрий Куликов - 28 Джош Махура - 42 Густав Форслинг - 62 Брэндон Монтур - 77 Нико Миккола - 91 Оливер Экман-Ларссон | Крайние нападающие: - 8 Кайл Окпосо - 10 Владимир Тарасенко - 12 Джона Гаджович - 19 Мэттью Ткачук — А - 94 Райан Ломберг | Центральные нападающие: - 9 Сэм Беннетт - 13 Сэм Райнхарт - 15 Антон Лунделль - 16 Александр Барков — К - 17 Эван Родригес - 18 Стивен Лоренц - 21 Ник Казинс - 23 Картер Верхеги - 27 Ээту Луостаринен - 82 Кевин Стенлунд | Главный тренер: - Пол Морис Ассистенты: - Джейми Компон - Сильвен Лефебвр - Туомо Рууту - Майлз Фи Тренер вратарей: - Робб Таллас | Генеральный менеджер: - Билл Зито Владелец: - Винсент Виола |

### Комментарии
1. ↑  Не принимал участия в матчах финальной серии
2. ↑  Не участвовал в матче №6
3. ↑  Не принимал участия в матчах финальной серии
4. ↑  Не участвовал в матчах №5, №6, №7
5. ↑  Не участвовал в матчах №1, №2, №3, №4, №5, №7
6. ↑  Не участвовал в матчах №1, №2, №3, №4
7. ↑  Не участвовал в матче №2
8. ↑  Не участвовал в матчах №1, №3, №4, №5, №6, №7
9. ↑  Не участвовал в матчах №1 и №2
10. ↑  Не участвовал в матчах №1, №3, №4, №5, №6, №7
11. ↑  Не участвовал в матче №2
12. ↑  Не участвовал в матчах №3, №4, №5, №6, №7
13. ↑  Провёл 30 матчей в регулярном чемпионате
14. ↑  Провёл 39 матчей в регулярном чемпионате